# La resa dei conti
La resa dei conti (bra: O Dia da Desforra; prt: O Grande Pistoleiro) é um filme de faroeste italiano de 1967 dirigido por Sergio Sollima.
É o filme mais famoso do diretor, bem como um dos mais populares do gênero spaghetti western.

## Elenco
- Lee Van Cleef como Jonathan "Colorado" Corbett
- Tomas Milian como Manuel "Cuchillo" Sanchez
- Walter Barnes como Brokston
- Nieves Navarro como a viúva
- Gérard Herter como Barão von Schulenberg (como Gerard Herter)
- María Granada como Rosita Sanchez
- Robert Camardiel como Sheriff Jellicol (como Robert Camardiel)
- Ángel del Pozo como Chet Miller (como Angel del Pozo)
- Luisa Rivelli como prostituta de Willow Creek
- Tom Felleghy como pai de Chet Miller (como Tom Felleghi)
- Calistro Calisti como Sr. Lynch
- Benito Stefanelli como Jess, rancheiro da viúva
- Nello Pazzafini como Hondo, Ex-Union Outlaw
- Antonio Casas como Irmão Smith & Wesson
- José Torres como Paco Molinas
- Antonio Molino Rojo como rancheiro da viúva (como Molino Rojo)
- Spartaco Conversi como guarda prisional Mitchell
- Romano Puppo como Rocky, rancheiro da viúva
- Fernando Sancho como capitão Segura

## Produção
Os protagonistas do filme seriam Gian Maria Volonté, para o papel do mexicano, e Lee Van Cleef, que ainda tinha contrato com Aurelio Grimaldi.  Mas Sergio Sollima não se deixou convencer por Volonté, pois achou que daria muito cunho "político" ao filme. Em vez disso, ele queria Tomás Milián para esse papel, que considerava perfeito, mas que na época o público italiano ainda não estava acostumado a ver no cinema de gênero, vindo de um cinema mais culto, mesmo que já tivesse feito o papel do mexicano no filme de faroeste El precio de un hombre.